# Мозамбіцька течія

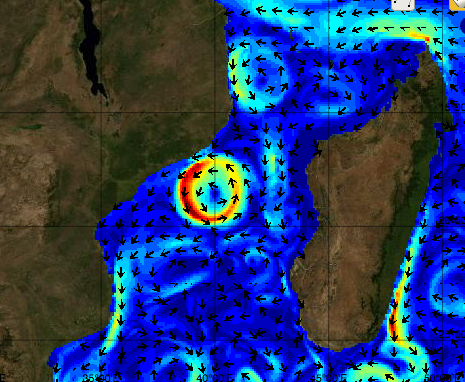
Візуалізація океанічних течій

Мозамбіцька течія — тепла морська течія в Індійському океані, Мозамбіцькій протоці, гілка Південнопасатної течії. Рухається з півночі на південь уздовж берегів Африки між Мозамбіком і островом Мадагаскар. Швидкість коливається від 0,5—0,8 м/с влітку до 1,8—2,8 м/с з листопада по квітень. Середня температура поверхні в січні 26—28 °C, а серпні 25—22 °C. Солоність 35 ‰.
Зазвичай характеризується як потужна стійка прибережна течія. Утім, сучасні дослідження свідчать, що, окрім потужного основного потоку, у каналі часто виникає серія великих антициклонічних океанічних вихорів. Прямі докази існування цих вихорів були знайдені в даних супутникової альтиметрії, у дослідженнях з кораблів та записах заякорених гідрометричних вертушок. Ці ж дані, отримані протягом двох років, не показали сильної, постійної течії вздовж узбережжя Мозамбіку, що значною мірою розвіяло уявлення про постійність Мозамбіцької течії.
Тим не менш, не можна виключати можливість того, що Мозамбіцька течія може з'являтися періодично на короткий час. Чисельне моделювання параметрів Мозамбікської течії дійсно показує появу течії на узбережжі Мозамбіку в періоди між появами океанічних вихорів.

## Вихори Мозамбікської протоки
Вихори Мозамбікської протоки — це великі теплі антициклонічні вихори, які поширюються на південь у Мозамбікській протоці. Вони можуть мати діаметр до 300 км і максимальну швидкість завихрення близько 1 м/с. Точний причинний механізм і місце утворення вихорів ще з’ясовується. Частота виникнення вихорів залежить від широти і зменшується з приблизно семи на рік на півночі протоки до приблизно чотирьох на рік на півдні. Після виходу з Мозамбікської протоки вихори сприяють мінливості Течії мису Голкового, зокрема формуванню Натальської пульсації (Natal Pulse) та кілець Агульяс (Agulhas Rings).